# Sarosa innotata
Sarosa innotata là một loài bướm đêm thuộc phân họ Arctiinae, họ Erebidae.